# Peter Sjödén
Lars Peter Sjödén (ur. 14 października 1967 w Älvdalen) – szwedzki biathlonista. W Pucharze Świata zadebiutował 15 marca 1986 roku w Boden, gdzie zajął 48. miejsce w sprincie. Pierwsze punkty zdobył 22 stycznia 1987 roku w Ruhpolding, gdzie zajął 33. miejsce w biegu indywidualnym. Nigdy nie stanął na podium indywidualnych zawodów PŚ, jednak 5 marca 1989 roku w Hämeenlinna razem z Karlem Grenemarkiem, Rogerem Westlingiem i Larsem Wiklundem zajął drugie miejsce w biegu drużynowym. Najlepsze wyniki osiągnął w sezonie 1988/1989, kiedy zajął 26. miejsce w klasyfikacji generalnej.
W 1987 roku wystąpił na mistrzostwach świata w Lake Placid, gdzie zajął 27. miejsce w biegu indywidualnym i 16. w sprincie. Zajął też między innymi piąte miejsce w sztafecie na mistrzostwach świata w Lahti cztery lata później. W 1988 roku wystartował na igrzyskach olimpijskich w Calgary, gdzie uplasował się na 31. pozycji w biegu indywidualnym, 47. w sprincie i siódmej w sztafecie.

## Osiągnięcia

### Igrzyska olimpijskie
| Rok  | Miejscowość | Konkurencje | Konkurencje | Konkurencje | Konkurencje | Konkurencje | Konkurencje | Konkurencje |
| Rok  | Miejscowość | IN          | SP          | PU          | MS          | RL          | MR          | SR          |
| ---- | ----------- | ----------- | ----------- | ----------- | ----------- | ----------- | ----------- | ----------- |
| 1988 | Calgary     | 31.         | 47.         | nd.         | nd.         | 7.          | nd.         | –           |

### Mistrzostwa świata
| Rok  | Miejscowość | Konkurencje | Konkurencje | Konkurencje | Konkurencje | Konkurencje | Konkurencje | Konkurencje |
| Rok  | Miejscowość | IN          | SP          | PU          | MS          | RL          | MR          | SR          |
| ---- | ----------- | ----------- | ----------- | ----------- | ----------- | ----------- | ----------- | ----------- |
| 1987 | Lake Placid | 27.         | 16.         | nd.         | nd.         | –           | nd.         | –           |
| 1989 | Feistritz   | –           | 33.         | nd.         | nd.         | 8.          | nd.         | –           |
| 1990 | Mińsk/Oslo  | 17.         | 35.         | nd.         | nd.         | –           | nd.         | –           |
| 1991 | Lahti       | –           | –           | nd.         | nd.         | 5.          | nd.         | –           |

### Puchar Świata

#### Miejsca w klasyfikacji generalnej
| Sezon     | Miejsce |
| --------- | ------- |
| 1985/1986 | -       |
| 1986/1987 | 76.     |
| 1987/1988 | 27.     |
| 1988/1989 | 26.     |
| 1989/1990 | 54.     |
| 1990/1991 | 56.     |

#### Miejsca na podium chronologicznie
Sjödén nigdy nie stanął na podium indywidualnych zawodów PŚ.